# Świeca (ćwiczenie gimnastyczne)

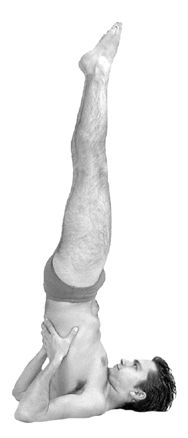
Świeca

Leżenie przerzutne, sarvangasana, świeca – ćwiczenie gimnastyczne, polegające na uniesieniu nóg i tułowia do pionu z pozycji leżącej w ten sposób, aby znalazła się w nim również miednica i plecy. Wykonując ćwiczenie można pomóc sobie podpierając rękami miednicę, aby poszła wyżej i stworzyła idealną linię z nogami, które muszą być napięte aż po czubki palców.
Trudniejsza wersja świecy to ćwiczenie bez podpierania miednicy rękami; ręce pozostają płasko na podłożu.
W hathajodze tę pozycję (asanę) określa się jako salamba sarvangasana.